# 채규엽
채규엽(蔡奎燁, 일본식 이름: 長谷川一郎 하세가와 이치로, 1906년? ~ 1949년 12월)는 일제강점기에 주로 활동한 성악가 겸 대중가요 가수이다. 한국 최초의 직업 가수, 대중가요의 시발점, 가요 가수의 제1인자 등으로 표현되기도 한다.

## 생애
함경남도 함흥부에서 출생하였으며 지난날 한때 함경남도 함주군에서 잠시 유아기를 보낸 적이 있는 그는 함경남도 원산부에서 성장하였는데 1905년 또는 1906년, 1907년, 1911년에 태어났다는 설이 있는 등 출생 시기는 정확하지 않다. 원산부에서 학교를 다녔다는 설과 경성부에서 보성고등학교 전신인 보성중학교를 졸업했다는 설이 있는 등 학창 시절에 대한 기록 역시 엇갈린다.
1920년대 중반부터 일본으로 유학하여 동경의 중앙 음악학교 성악과에서 공부하였고, 당시 유행하던 경향파 예술 운동에도 참여했다. 1928년에는 서울에서 바리톤 독창회를 가지기도 했으며, 1930년에 근화여학교에 음악 교사로 재직한 일이 있다. 또한 성악을 중학교 때부터 독일인 교사에게 배웠다는 설도 있다.
채규엽이 대중가요 가수로 데뷔한 것은 1930년이다. 일본의 콜럼비아레코드가 경성부에 지사를 설립했을 때 축하연에서 일본어로 노래를 부른 일이 계기가 되었다. 그때 취입한 레코드에는 ‘성악가 채규엽’으로 인쇄되어 있었다고 한다. 콜럼비아레코드에서 〈유랑인의 노래〉와 〈봄노래를 부르자〉로 데뷔하였다. 이때 〈유랑인의 노래〉는 그가 직접 작사·작곡하였다. 오케레코드 및 태평레코드, 포리돌레코드에서 노래를 발표하고 “유행가의 패왕”으로 불릴 정도로 높은 인기를 얻었다. 1935년에 《삼천리》가 실시한 인기 투표에서 남자 가수 부문 1위를 차지했다.
그 무렵 콜럼비아레코드 본사의 설득에 넘어가 일본으로 건너가서 3년 동안 활동하였다. 그 무렵 하세가와 이치노로 이름을 바꾸었다. ‘하세가와’라는 성씨는 서울 콜럼비아 지사가 하세가와 총독의 이름을 딴 거리에 있었기 때문이며, ‘이치로’라는 이름은 그가 한국인 남성 가수로서는 처음으로 일본어 유행가를 불렀기 때문이라고 전해 온다. 그의 인기는 1937년 〈명사십리〉를 부른 뒤로 점차 수그러든다. 태평양 전쟁 말기인 1943년에는 은퇴를 선언하고 일본 육군에 지원하는 돌출 행동도 보였다.
종전 후 미군정 시기에도 악극단 등에서 공연을 계속했다. 그러나 엔카풍의 노래를 부르고 유창한 일본어 실력으로 일찍부터 일본식 이름을 지어 활동했었던 등 친일파로 보일 수 있는 소지가 커서 활동이 활발하지는 못했다. 사기 사건 피의자로 언론에 보도되기도 했다.
1949년 이후 행적을 알 수 없다. 그동안 친구인 리면상을 믿고 조선민주주의인민공화국으로 월북한 것으로 추정되어 왔으며, 1997년에 평양에서 출판된 《민족수난기의 가요들을 더듬어》라는 책에 채규엽이 1949년에 고향 함흥에서 병사했다고 기록되어 월북 사실이 확인되었다.

## 평가
한국 최초의 전업 가수로 평가를 받는다. 그러나 채규엽이 보급한 노래는 일본 엔카풍의 노래였으며, 주로 일본 노래를 번안하여 불렀다. 또한 인기를 믿고 오만해졌다는 평가를 받았고, 16세 소녀에게 고소를 당해 신문에 실린 적도 있을 만큼 사생활 관리에는 미숙했다.

## 참고자료
- 강옥희,이영미,이순진,이승희 (2006년 12월 15일). 《식민지시대 대중예술인 사전》. 서울: 소도. 330~332쪽쪽. ISBN 978-89-90626-26-4.
- 김은신 (1995년 11월 1일). 〈유행가수/가요 붐 일으킨 장본인〉. 《이것이 한국 최초》. 삼문. ISBN 978-89-85407-35-9.